# Варшавський Ілля Йосипович
Ілля́ Йо́сипович Варша́вський (рос. Илья́ Ио́сифович Варша́вский, 1 грудня (14 грудня) 1908, Київ — пом.4 липня 1974, Ленінград) — російський радянський письменник-фантаст.

## Біографія
Ілля Варшавський народився 1 (14) грудня 1908 року в Києві в єврейській сім'ї. За сімейними обставинами (щоб старшого сина у сім'ї не призвали до армії) Іллі в церковній книзі записали дату народження 12 березня 1909 року. На початку 20-х років ХХ століття Варшавський переїздить до Петрограда, де навчається у Вищому морехідному училищі. До цього він зробив невдалу спробу стати актором тогочасної студії ФЕКС (Фабрика ексцентричного актора), проте невдало склав вступні іспити, і більше не робив спроб стати актором. У 1929 році він закінчив морехідне училище, плавав на кораблях торгівельного флоту на посаді суднового механіка, побував у багатьох країнах світу. Про свої подорожі він розповів у книзі «Навколо світу без квитка», яку він написав у співавторстві зі своїм старшим братом Дмитром і Миколою Слепнєвим під спільним псевдонімом «Микола Альдим». Після цього тривалий час Ілля Варшавський тривалий час не публікувався. Пізніше він працював на заводі «Російський дизель» інженером-конструктором, а після одруження переїхав до Москви. У Москві Варшавський спочатку працював у Всесоюзному теплотехнічному інституті, але після організації Наркомату водного господарства його, як спеціаліста з морехідної справи, перевели у розпорядження новоствореного відомства, і він повернувся до Ленінграда, де знову працював на «Російському дизелі». Після початку радянсько-німецької війни Іллю Варшавського не призвали до армії у зв'язку із наслідками черепно-мозкової травми, якої він зазнав у дитинстві. Разом із заводом його відправили в евакуацію, проте баржа, на якій він плив по Ладозькому озеру, затонула, і більшість пасажирів із 1500 осіб загинули. Урятуватися вдалось близько 300 особам, серед яких був і Варшавський. Проте після того, як Іллі Варшавському вдалось вибратись на берег, його заарештували червоноармійці, вважаючи його німецьким шпигуном, та хотіли негайно розстріляти. Урятував його знайомий, який зустрів Варшавського по дорозі на розстріл, та упізнав його. Після евакуації під час війни Ілля Варшавський працював у Барнаулі. У цьому місті він пропрацював до 1949 року, після чого повернувся в Ленінград, де знову працював на заводі «Російський дизель» аж до виходу на пенсію в 1969 році. Останні роки роботи на заводі керував молодіжним конструкторським бюро.

## Літературна творчість
У фантастику Ілля Варшавський прийшов випадково. Із розповідей його рідних і знайомих, письменник не любив цей жанр літератури. Одного разу, побачивши, що його син, відомий уже на той час інженер-кібернетик, читає фантастику. На запитання: «Навіщо ти читаєш такі дурниці?» син відповів просто: «А ти спробуй написати таку дурницю!». Після цього Варшавський-старший спробував написати фантастичне оповідання, яке сподобалось усім знайомим. У 1962 році письменник уперше опублікував фантастичне оповідання — «Робі». З 1964 року Ілля Варшавський став членом Спілки письменників СРСР. Творчість Іллі Варшавського складають переважно науково-фантастичні оповідання, переважно сатиричного і гумористичного напрямку, хоча серед них є й оповідання з елементами соціальної фантастики, зокрема «В атолі», а також оповідання, присвячені найновішим науковим гіпотезам. У творчості письменника парадоксальні наукові ідеї та фантастичні гіпотези поєднані з такими ж парадоксальними висновками з цих ідей і гіпотез. Серед оповідань письменника виділяються цикл про вигадану країну Дономагу, в якому, зі слів письменника, показано гіпертрофовані вади капіталістичного суспільства, та цикл про екіпаж космічного корабля «Метеор». Усього в активі письменника 5 прижиттєвих збірок оповідань та кілька коротких науково-фантастичних повістей. Письменник став особливо відомим після виходу збірки «Молекулярне кафе», і він був ведучим однойменної телевізійної передачі на Ленінградському телебаченні. Також Ілля Варшавський був першим керівником Ленінрадського семінару молодих письменників-фантастів, у 1972 році на цьому посту його замінив Борис Стругацький.
На думку частини літературних критиків, творчість Іллі Варшавського, зокрема цикл про Дономагу, була одним із попередників кіберпанку.

## Особисте життя
Батько Іллі Варшавського, Йосип Варшавський, навчався спочатку в Київському університеті, пізніше за революційну діяльність виключений із нього, й вищу освіту отримав у Цюрихському політехнічному інституті, працював інженером. Мати письменника, з роду Гінзбургів — єврейських поміщиків з півдня України, володіла багатьма мовами, працювала в секції перекладачів Спілки письменників СРСР, перекладала на російську мову твори європейських письменників, зокрема Мопассана та Келлермана. Дружиною Іллі Варшавського була дочка керівника Далекосхідної республіки Олександра Краснощокова та прийомна дочка Лілі Брик Луелла Олександрівна. Сам Ілля Варшавський стверджував, що завдяки дружині він був близько знайомим із Володимиром Маяковським, а також був останнім, хто бачив його живим перед самогубством. Син Іллі Варшавського, Віктор Ілліч Варшавський, був відомим вченим-кібернетиком, працював у наукових установах СРСР, пізніше також Японії та Ізраїлю, помер на початку 2005 року в Ізраїлі.

## Смерть
Ілля Варшавський був затятим курцем, що спричинило те, що письменник захворів на рак легень. Попер письменник у 1974 році в Ленінграді. Похований Ілля Варшавський у міському крематорії.

### Збірки фантастичних оповідань
- 1964 — «Молекулярное кафе»
- 1965 — «Человек, который видел антимир»
- 1966 — «Солнце заходит в Дономаге»
- 1970 — «Лавка сновидений»
- 1972 — «Тревожных симптомов нет»

## Переклади
Твори Іллі Варшавського перекладені багатьма мовами світу, зокрема англійською, німецькою, польською, іспанською. Українською мовою опубліковано ряд оповідань письменника.